# Апанасович, Евгений Анатольевич
Евгений Анатольевич Апанасович (бел. Яўген Анатолевіч Апанасовіч; род. 18 июля 2002, Лунинец, Брестская область) — белорусский футболист, нападающий клуба «Островец».

## Биография
В 2016 году стал лучшим нападающим Кубка Coca-Cola, где представлял сборную Брестской области, составленную из учащихся средней школы № 2 города Лунинец, которая в итоге стала победителем данного детского турнира. Спустя год, являясь игроком микашевичского «Гранита», Апанасович был признан лучшим игроком турнира среди юношей 2002 года рождения, прошедшем в Лунинце.
С 2017 по 2019 год играл за «Слуцк» в детско-юношеском чемпионате Белоруссии. В 2019 году начал выступать за дублирующий состав слуцкого клуба. Уже в первом сезоне в составе дубля Апанасович стал лучшим бомбардиром команды с 14 забитыми мячами.
Дебют за основной состав «Слуцка» в чемпионате Белоруссии состоялся 17 июля 2020 года в матче против «Ислочи» (2:1). В декабре 2022 года покинул клуб.
В январе 2023 года футболист проходил просмотр в «Сморгони». В марте 2023 года на правах арендного соглашение присоединился к «Макслайну». В июне 2023 года футболист покинул клуб.
В феврале 2024 года футболист перешёл в «Островец».

## Общественная позиция
13 августа 2020 года, на фоне протестов в Белоруссии, Апанасович в числе 93 белорусских футболистов призвал белорусские власти остановить насилие в отношении протестующих.